# Moha, Fejér
Moha  este un sat în districtul Székesfehérvár, județul Fejér, Ungaria, având o populație de 554 de locuitori (2011). 

## Demografie
Componența etnică a satului Moha
     Maghiari (96,72%)
     Germani (1,23%)
     Necunoscut (2,05%)
     Alții (2,05%)
Componența confesională a satului Moha
     Romano-catolici (32,13%)
     Fără religie (17,69%)
     Reformați (17,51%)
     Luterani (1,62%)
     Necunoscută (30,51%)
     Atei (0,54%)
Conform recensământului din 2011, satul Moha avea 554 de locuitori. Din punct de vedere etnic, majoritatea locuitorilor (96,72%) erau maghiari, cu o minoritate de germani (1,23%). Apartenența etnică nu este cunoscută în cazul a 2,05% din locuitori. Nu există o religie majoritară, locuitorii fiind romano-catolici (32,13%), persoane fără religie (17,69%), reformați (17,51%) și luterani (1,62%). Pentru 30,51% din locuitori nu este cunoscută apartenența confesională.